# Philippe Matter
Pour les articles homonymes, voir Matter.
Philippe Matter, né le 13 novembre 1958 à Yaoundé au Cameroun, est un auteur et un illustrateur français. Il est le créateur d'un  personnage populaire auprès des enfants, Mini-Loup.

## Biographie
Né à Yaoundé au Cameroun, il est arrivé en France à l'âge de cinq ans. Il a grandi à Wissembourg dans le nord de l'Alsace.
Il a fait ses études à l'École supérieure des arts décoratifs de Strasbourg.
Il travaille comme illustrateur indépendant depuis 1982. C'est en 1990 qu'il a créé le personnage de Mini-Loup.
Il demeure à Dorlisheim.

## Œuvres
1. Une petite sœur pour Mini-Loup
2. Mini-Loup et les dinosaures
3. L'anniversaire de Mini-Loup